# Rozsoșenți (Șcerbani), Poltava
Rozsoșenți (în ucraineană Розсошенці) este un sat în comuna Șcerbani din raionul Poltava, regiunea Poltava, Ucraina.

## Demografie
Componența lingvistică a localității Rozsoșenți
     Ucraineană (92,96%)
     Rusă (6,82%)
     Alte limbi (0,13%)
Conform recensământului din 2001, majoritatea populației localității Rozsoșenți era vorbitoare de ucraineană (92,96%), existând în minoritate și vorbitori de rusă (6,82%).